# Ijúlskoie
Ijúlskoie (en rus: Ижульское) és un poble del krai de Krasnoiarsk, a Rússia, que en el cens del 2010 tenia 138 habitants. Pertany al districte de Balakhtà.